# Великопольська провінція

Великопольська провінція на карті Речі Посполитої (1619).

Великопо́льська прові́нція (пол. Prowincja wielkopolska) — адміністративно-територіальна одиниця Королівства Польського та Корони Польської в Речі Посполитій. Існувала з 14 століття. Виникла на основі Великопольського князівства зі столицею в Познані. Об'єднувала території Великопольщі, Мазовії та Королівської Пруссії, а також Вармійського князівства. До 1768 року складалася з 13 воєводств, після — з 14. Головне місто — Познань, резиденція генерального старости Великопольщі. Місце засідань генерального сейму провінції — місто Коло. Ліквідована 1795 року під час третього поділу Речі Посполитої.

## Воєводства і князівства
| Регіон              | Воєводство | Воєводство                | Центр           |
| ------------------- | ---------- | ------------------------- | --------------- |
| Великопольща        |            | Познанське воєводство     | Познань         |
| Великопольща        |            | Калішське воєводство      | Каліш           |
| Великопольща        |            | Гнєзненське воєводство    | Гнєзно          |
| Великопольща        |            | Сєрадзьке воєводство      | Серадз          |
| Великопольща        |            | Ленчицьке воєводство      | Ленчиця         |
| Великопольща        |            | Берестейське воєводство   | Берестя         |
| Великопольща        |            | Іновроцлавське воєводство | Іновроцлав      |
| Мазовія             |            | Равське воєводство        | Рава-Мазовецька |
| Мазовія             |            | Плоцьке воєводство        | Плоцьк          |
| Мазовія             |            | Мазовецьке воєводство     | Варшава         |
| Королівська Пруссія |            | Хелмінське воєводство     | Хелмно          |
| Королівська Пруссія |            | Мальборкське воєводство   | Мальборк        |
| Королівська Пруссія |            | Поморське воєводство      | Скаршеви        |
| Королівська Пруссія |            | Вармійське князівство     | Лідзбарк        |